# Летенице
Летенице (словен. Letenice) је насељено место у општини Крањ, Горењска регија, Словенија.

## Историја
До територијалне реорганизације у Словенији биле су у саставу старе општине Крањ.

## Становништво
У попису становништва из 2011. године, Летенице су имале 115 становника.
| Број становника према пописима | Број становника према пописима | Број становника према пописима |
| ------------------------------ | ------------------------------ | ------------------------------ |
| 1991                           | 2002                           | 2011                           |
| 94                             | 103                            | 115                            |

Напомена: Године 1953. повећано за насеље Камњек, које је укинуто. Године 2016. извршена је мања размена територије између насеља Летенице и Тенетише.